# Гай Галоний Фронтон Квинт Марций Турбон
Гай Галоний Фронтон Квинт Марций Турбон (на гръцки: Γαλλώνιος Φρόντων; на латински: Gaius Gallonio Frontone Quinto Marcio Turbone) е римски управител (legatus Augusti pro praetore Thraciae) на провинция Тракия по времето на август Антонин Пий през 152 – 153 г. Произхожда от знатния римски род Марции.
Негов предшественик е Марк Понтий Сабин. Участва в издаването на монетни емисии чрез градската управа на Филипопол (дн. Пловдив). При управлението си изгражда защитни съоръжения около Сердика (дн. София) – президии, бурги и фрури. Името му се среща в надпис от с. Български извор.